# 犯された白衣
『犯された白衣』（おかされたびゃくい）は、1967年に製作された若松孝二監督の日本映画。シネスコフィルム。パートカラー作品。

## 概要
1967年12月公開。若松プロダクション制作、配給。
1966年のシカゴ・看護婦8人殺人事件に発想を得た若松が、状況劇場の唐十郎を主役に迎え3日間で撮影。キャスティング費用などを抑えるため『続日本暴行暗黒史 暴虐魔』（1967年）の撮影と並行して撮影が行われ、女優陣もそのまま撮影に参加している。

## あらすじ
嵐の夜、看護婦たちは寮の外にいた少年を呼び寄せ、看護婦同士のレズプレイを見せる。看護婦寮を訪れた美青年が突如拳銃を取り出し発砲、次々と女性を陵辱し惨殺していくが、婦長は命乞いをする。そして傍らには黙ってその景色を見る、ひとりの少女が取り残される

## 出演
- 美少年：唐十郎[4]
- 婦長：小柳冷子
- 看護婦A：林美樹
- 看護婦B：木戸脇菖子
- 看護婦C：三枝巻子
- 看護婦D：弥生京子
- 少女：坂本道子
- 機動隊：佐藤愚作、田中角造、荒船又十郎、椎名左遷男
- 機動隊：愛知健太郎、三木良助、吉田信衛門

## スタッフ
- 監督：若松孝二
- 脚本：若松孝二、足立正生、唐十郎、山下治
- 企画、制作：若松孝二
- 制作主任：弥山政之
- 撮影：伊東英男
- 照明：磯貝一
- 音楽：高村光二
- 助監督：小水一男、木田英博
- 編集：宮田二三夫
- 効果：福島効果グループ
- 製作：若松プロダクション
- 配給：若松プロダクション